# Roukejärvi
Roukejärvi är en sjö i kommunen Hirvensalmi i landskapet Södra Savolax i Finland. Arean är 44 hektar och strandlinjen är 8,91 kilometer lång. Sjön  ingår i Kymmene älvs huvudavrinningsområde.   Den ligger omkring 47 kilometer väster om S:t Michel och omkring 200 kilometer norr om Helsingfors. 
I sjön finns bland andra ön Roukesaari. 